# Bè đệm

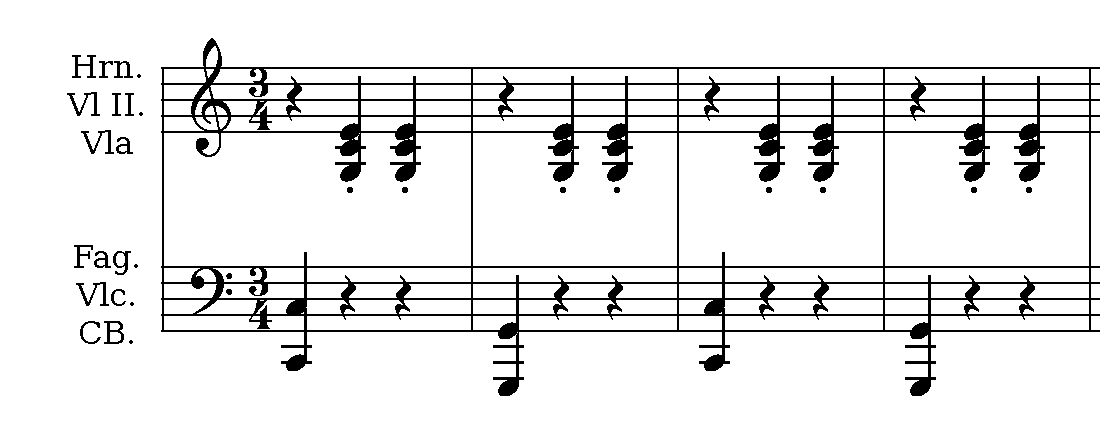
Một giai điệu vanx, thường có nhịp 3, thường được hỗ trợ bởi bộ đệm theo kiểu "oom-pah-pah", bao gồm một nốt bass trong nhịp một, theo sau là một hợp âm được chơi hai lần trong nhịp hai và ba.

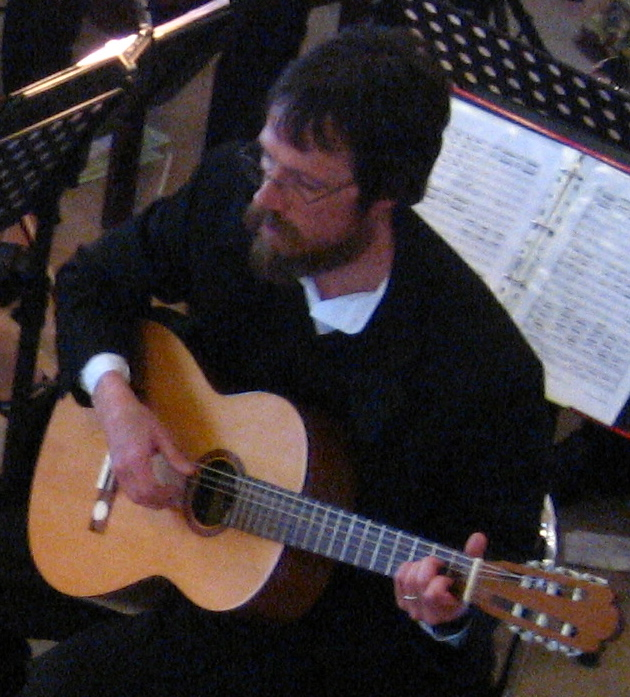
Một nghệ sĩ guitar chơi phần nhạc đệm continuo basso cho bản Cello concerto của nhà soạn nhạc baroque Antonio Vivaldi, năm 2008.

Bè đệm hay nhạc đệm là phần âm nhạc tạo ra nhịp và/hoặc hỗ trợ hài hòa cho giai điệu hoặc chủ đề chính của một bài hát hoặc một đoạn nhạc. Có nhiều phong cách khác nhau và các loại nhạc đệm trong các thể loại và phong cách âm nhạc khác nhau. Trong âm nhạc đồng điệu, cách tiếp cận đệm chính được sử dụng trong nhạc đại chúng, giai điệu giọng hát được hỗ trợ bằng các hợp âm bổ sung. Trong nhạc đại chúng và dân ca, bè đệm thường cung cấp "nhịp" cho bài nhạc và vạch ra tiến trình hợp âm của bài hát hoặc phần nhạc cụ. Bè đệm cho một giai điệu hát hoặc solo nhạc cụ có thể do một nhạc sĩ chơi nhạc cụ đơn như piano, đại phong cầm, hoặc guitar thực hiện. Trên lý thuyết, bất kỳ nhạc cụ nào cũng đều có thể được sử dụng như một nhạc cụ chơi đệm, đàn organ và dụng cụ đàn ghita có xu hướng được sử dụng nếu chỉ có một nhạc cụ, vì những nhạc cụ này có thể chơi hợp âm và các tiếng bass đồng thời (các hợp âm và tiếng bass dễ chơi đồng thời hơn trên đàn organ, nhưng một người chơi guitar kiểu gảy móng có thể chơi hợp âm và tiếng bass cùng một lúc trên một guitar). Một ca sĩ solo có thể tự đệm cho mình khi chơi guitar hoặc piano trong khi hát, và trong một số trường hợp hiếm hoi, một ca sĩ solo thậm chí có thể tự mình sử dụng giọng và cơ thể của mình để đệm (ví dụ Bobby McFerrin).
Ngoài ra, nhạc đệm cho một giai điệu hát hoặc solo nhạc cụ có thể được thực hiện bằng một loạt nhạc cụ, có quy mô từ bộ đôi (ví dụ: cello và piano, guitar và bass đôi; synthesizer và percussion); một bộ ba (ví dụ, một bộ ba nhạc rock với guitar điện, guitar bass và dàn trống; một bộ ba organ); bộ tứ (ví dụ, một bộ 4 đàn dây trong nhạc cổ điển có thể đánh đệm cho một ca sĩ hát đơn; một ban nhạc rock hoặc phần nhịp điệu trong nhạc rock và pop; Một dàn nhạc jazz trong jazz); cho đến các nhóm lớn hơn, chẳng hạn như các ban nhạc hòa nhạc, ban nhạc lớn (trong nhạc jazz), các dàn nhạc trong nhạc kịch; và dàn nhạc giao hưởng, trong đó, ngoài việc chơi giao hưởng, cũng có thể cung cấp bè đệm cho một nhạc cụ chơi solo một bản concerto hoặc cho một ca sĩ hát đơn opera. Với giàn hợp xướng, bè đệm cho một giọng hát solo có thể được các các ca sĩ khác trong dàn hợp xướng thực hiện với tiếng hát hòa âm hoặc đối ứng. Bè đệm dao động từ rất đơn giản đến mức một người mới chơi cũng có thể thực hiện (chẳng hạn hợp âm 3 nốt trong một bài hát dân ca), cho đến cực kỳ phức tạp mà chỉ một nhạc sĩ hoặc ca sĩ cao cấp mới có thể thực hiện (ví dụ, phần đệm piano trong tác phẩm của Schubert -  Lieder trong các bài hát thế kỷ 19 hoặc phần hát thanh nhạc của các bản motet thời kỳ nhạc Phục hưng.